# Šen-čou 2
Šen-čou 2 (čínsky pchin-jinem Shénzhōu èrhào, Shénzhōu 2, znaky 神舟二号; česky Božská loď 2) byl automatický let s prověrkou systémů podpory života (na palubě opice, pes a králík) na lodi Čínské národní vesmírné agentury. Let se uskutečnil v roce 2001. Návratový modul přistál v oblasti vnitřního Mongolska.